# Vicoforte
Vicoforte ist eine Gemeinde in der italienischen Provinz Cuneo (CN), Region Piemont.

## Lage und Einwohner
Vicoforte liegt rund 30 km östlich von der Provinzhauptstadt Cuneo entfernt und umfasst eine Fläche von 25 km² und hat 3148 Einwohner (Stand 31. Dezember 2023). Zur Gemeinde zählen die Fraktionen (Frazioni) Fiamenga, Moline, San Grato und Vicoforte.
Die Nachbargemeinden sind Briaglia, Monastero di Vasco, Mondovì, Montaldo di Mondovì, Niella Tanaro, San Michele Mondovì und Torre Mondovì.

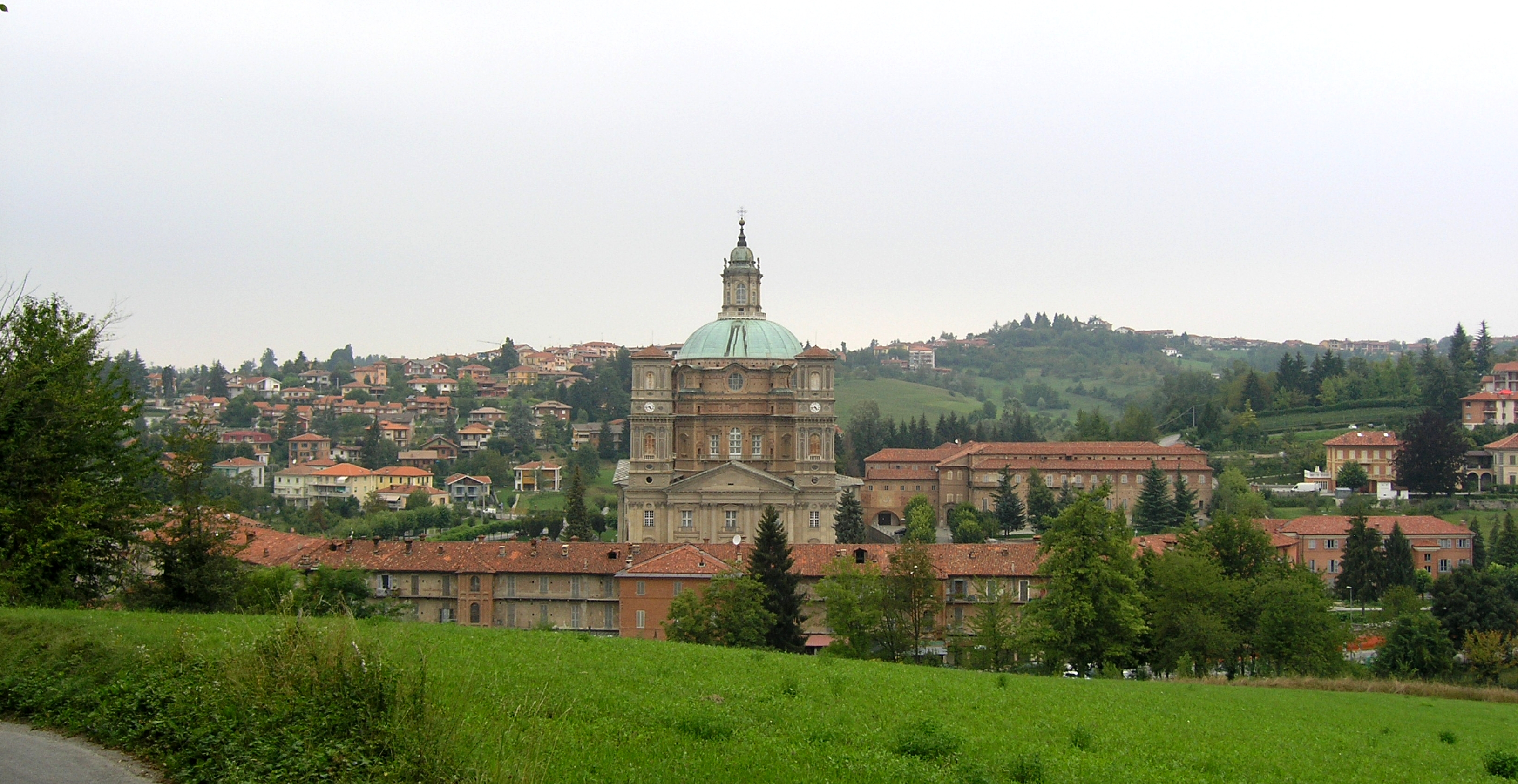

## Geschichte

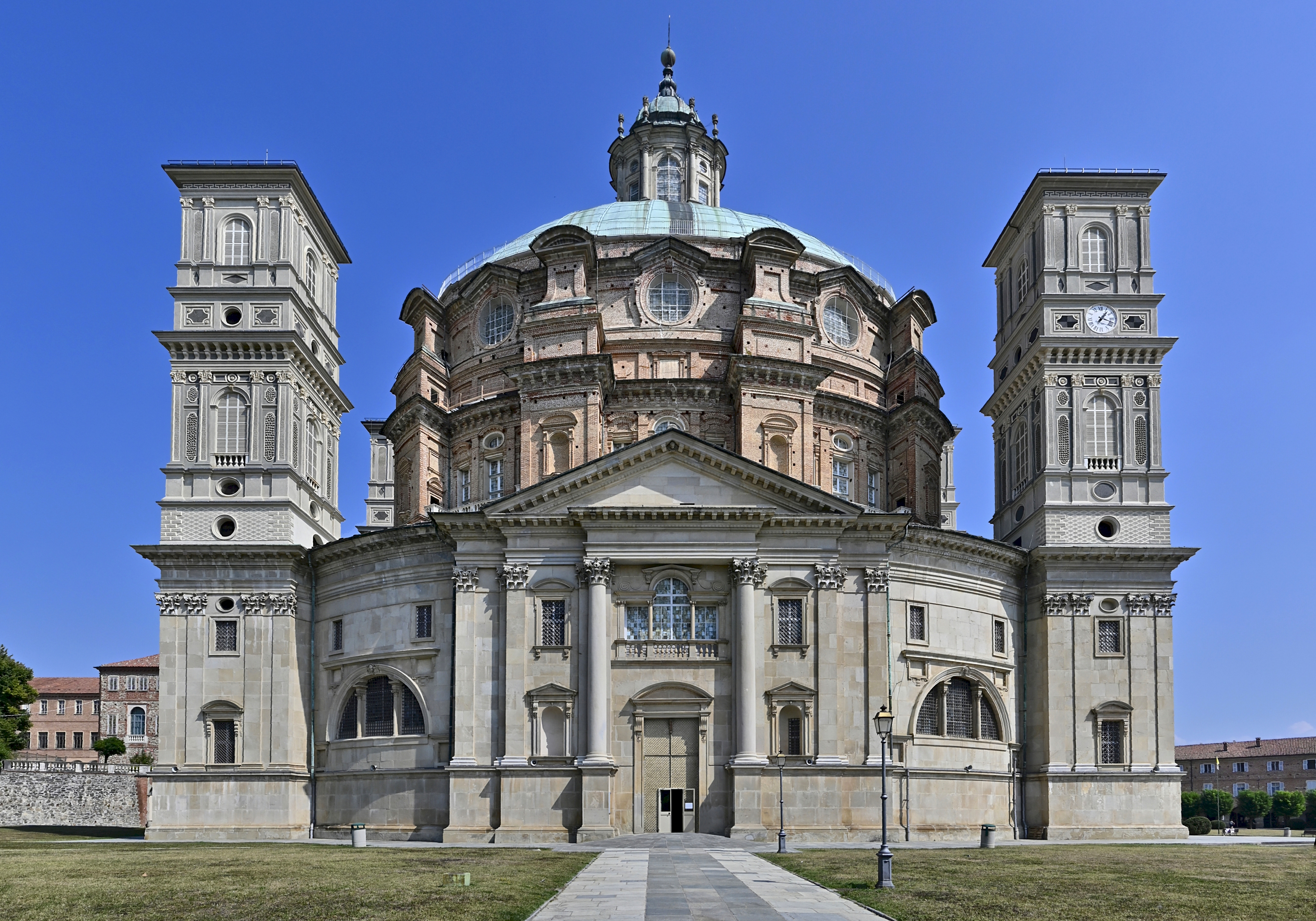
Santuario di Vicoforte

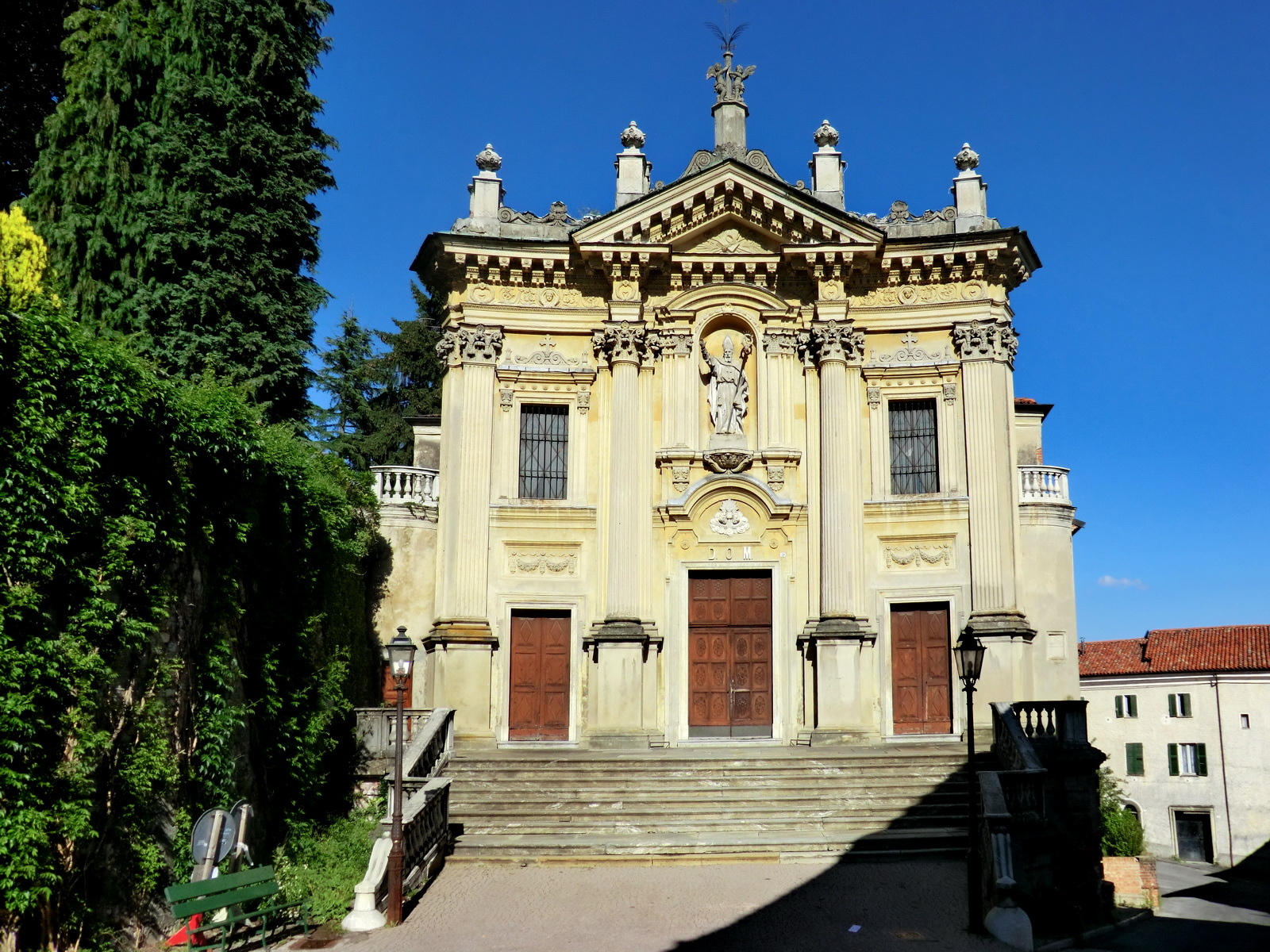
Pfarrkirche Santi Giovanni und Donato

Die mittelalterlichen Zeugnisse zum Ortsnamen berichten von „Vicus“, einer Fortsetzung des lateinischen Wortes mit der Bedeutung „Dorf, Bauerndorf“. Das Adjektiv „stark“ wird durch die Befestigung des Ortes begründet. Die historischen Ereignisse des Dorfes reichen bis in die Römerzeit zurück, als es von den Römern erobert wurde und die Bevölkerung dem Stamm der Camilia angehörte. Über das frühe Mittelalter ist jedoch nichts bekannt. Im Jahr 1000 gehörte es zum Bredulo-Komitee. Anschließend bestätigte Kaiser Heinrich III. es dem Bischof von Asti. Nach 1231 wurde es zusammen mit anderen umliegenden Gemeinden Teil des Distrikts Moregalese, dessen Ereignisse es im gesamten Mittelalter verfolgte.

## Sehenswürdigkeiten
- Das Wahrzeichen der Gemeinde ist das von 1592 bis 1733 im barocken Stil erbaute Marienheiligtum Basilika von Vicoforte, dessen gewaltige Kuppel mit einer Höhe von 75 Metern und einem Durchmesser von 35 Metern die größte elliptische Kuppel der Welt ist. Seit Dezember 2017 ist die Wallfahrtskirche die Ruhestätte des dritten italienischen Königs Viktor Emanuel III. und seiner Gemahlin Elena von Montenegro.[3]
- Die Pfarrkirche Santi Giovanni und Donato, antiken Ursprungs, die im 18. Jahrhundert umgebaut wurde.
- Die Pfarrkirche St. Peter und Paul, die wertvolle Fresken aus dem 15. Jahrhundert bewahrt.
- Die Pfarrkirche San Grato im gleichnamigen Ortsteil, mit einem wertvollen Gemälde aus dem 18. Jahrhundert.
- Die Pfarrkirche Mariä Verkündigung mit Altar und Taufbecken aus der zweiten Hälfte des 18. Jahrhunderts.

## Persönlichkeiten
- Gianni Comino (* 1952 in Vicoforte; † 1980), war ein italienischer Bergsteiger und Bergführer.

## Kulinarische Spezialitäten
In der Umgebung von Vicoforte wird Weinbau betrieben. Die Beeren der Rebsorten Spätburgunder und/oder Chardonnay dürfen zum Schaumwein Alta Langa verarbeitet werden.